# Мироч (локалитет)
Мироч је археолошки локалитет римског утврђења и и цивилног насеља Gerulatis у данашњем Мирочу.
Утврђење је штитило пут који је спајао долину Поречке реке и римско утврђење и град у близини данашње Брзе Паланке (Egeta), односно повезивао унутрашњост источног дела Горње Мезије и Дунавски лимес ове провинције. Пут који се рачвао од главног пута Via militaris (Римски пут) на 6km југозападно од утврђења на Великом Градцу (Taliata), код кастела на ушћу Голубињске реке (Columbina), био је пречица војног пута дуж лимеса у области Кључа. 
Рекогносцирањем, геодетским и геофизичким снимањима терена, утврђено је да се ради о каструму правоугаоне основе, димензија 106x94m, који је дужим странама оријентисан у правцу север—североисток—југ—југозапад. Утврђење, подигнуто на узвишеном, заравњеном платоу имало је куле на угловима, више кула и по једну капију на сва четири бедема. Бедеми, широки око 3m, зидани од тесаника везаних кречним малтером, на појединим местима очувани су до висине 1—1,5m. Каструм је био опасан одбрамбеним ровом. У средишњем делу унутрашњости утврђења геомагнетном методом геофизичке проспекције, 2010. године, откривена је велика грађевина правоугаоне основе, зграда команде каструма. У околини каструма констатовани су трагови великог урбаног насеља. 
Према архитектури утврђења и археолошким налазима из цивилног насеља, може се претпоставити да је Gerulatis настао почетком 2. века и опстао до краја 6. или почетка 7. века. Археолошка ископавања овог налазишта нису завршена.